# Catedral de Nuestra Señora y San Lamberto (Lieja)
La catedral de Nuestra Señora y San Lamberto  (en francés: Cathédrale Notre-Dame-et-Saint-Lambert; en neerlandés: kathedraal van Onze-Lieve-Vrouw en Sint-Lambertus), hoy demolida, fue la catedral de Lieja, Bélgica, hasta 1794, cuando se empezó a derribarla. Esta enorme catedral gótica, dedicada a san Lamberto de Maastricht, ocupaba el lugar de la actual plaza Saint-Lambert, en el centro de Lieja.
En 1794, bajo el régimen francés, después de la revolución en Lieja, se inició la demolición de la catedral, acordada el año anterior. Los revolucionarios de Lieja consideraron que era un símbolo del poder del príncipe-obispo. La demolición se inició eliminando el plomo del techo para usarlo en la fabricación de armas y municiones, bajo la supervisión de una "Comisión para el derribo de la catedral". La demolición de la gran torre comenzó en 1795 y en 1803 las torres occidentales. El sitio fue nivelado por completo en 1827, a excepción de una sección de la mampostería del antiguo paso entre la catedral y el palacio del obispo, que estaba todavía en pie en 1929.